# Wilhelm Pieck
Friedrich Wilhelm Reinhold Pieck (3 tháng 1 năm  1876 - 7 tháng 9 năm 1960) là một nhà chính trị cộng sản người Đức. Năm 1949, ông trở thành Chủ tịch nước đầu tiên và duy nhất của Cộng hòa Dân chủ Đức, một chức vụ bị bãi bỏ sau cái chết của ông. Người kế nhiệm ông là Walter Ulbricht, Tổng Bí thư Đảng Xã hội chủ nghĩa Thống nhất Đức, với chức vụ Chủ tịch Hội đồng Nhà nước.
Sau khi Đảng Công nhân Đức Quốc gia Xã hội chủ nghĩa xã chiếm được quyền lực vào năm 1933, ông rời Đức và chuyển tới Pháp, nhưng đã chuyển đến Moscow năm 1935, nơi ông lưu vong cho tới khi kết thúc chiến tranh. Trong thời kỳ 1938-1943, ông là Tổng Thư ký của Quốc tế Cộng sản. Năm 1943, ông là một trong những người sáng lập Ủy ban Quốc gia Freies Deutschland.